# 立石县
立石县（越南语：／）是越南永福省下辖的一个县。面积173.10平方公里，2018年总人口127575人。

## 地理
立石县北接宣光省山阳县，南接永祥县和富寿省越池市，东接三阳县和三岛县，西接泸江县。

## 历史
2008年12月23日，以白榴社、海榴社、敦仁社、光安社、朗功社、仁道社、芳宽社、同桂社、乐山社、如瑞社、安石社、新立社、四安社、同盛社、德博社、高丰社和三山市镇1市镇16社析置泸江县；立石县仍辖立石市镇、花山市镇、山东社、赵提社、亭茱社、春雷社、文馆社、仙侣社、同益社、槃涧社、紫萸社、莲和社、玉美社、春和社、云轴社、辇山社、太和社、北平社、合理社、光山社2市镇18社。
2024年11月14日，越南国会常务委员会通过决议，自2025年1月1日起，亭茱社和赵提社合并为西山社。

## 行政区划
立石县下辖2市镇17社，县莅立石市镇。
- 立石市镇（Thị trấn Lập Thạch）
- 花山市镇（Thị trấn Hoa Sơn）
- 北平社（Xã Bắc Bình）
- 槃涧社（Xã Bàn Giản）
- 同益社（Xã Đồng Ích）
- 合理社（Xã Hợp Lý）
- 莲和社（Xã Liên Hòa）
- 辇山社（Xã Liễn Sơn）
- 玉美社（Xã Ngọc Mỹ）
- 光山社（Xã Quang Sơn）
- 山东社（Xã Sơn Đông）
- 西山社（Xã Tây Sơn）
- 太和社（Xã Thái Hòa）
- 仙侣社（Xã Tiên Lữ）
- 紫萸社（Xã Tử Du）
- 文馆社（Xã Văn Quán）
- 云轴社（Xã Vân Trục）
- 春和社（Xã Xuân Hòa）
- 春雷社（Xã Xuân Lôi）